# Palazzo Triolo
Il Palazzo Triolo si trova nel Corso 6 Aprile di Alcamo, in provincia di Trapani.

## Storia
Questa nobile residenza fu fatta costruire dal barone Francesco Triolo di Sant'Anna, allo scopo di dimostrare il prestigio della sua casata; la famiglia Triolo (alias Treoro o Trioro) era originaria di Venezia ma si trasferì a Napoli e la sua presenza è attestata in Sicilia nel XV secolo.
Nel 1848 e nel 1860, i fratelli Stefano, Giuseppe e Benedetto Triolo contribuirono sia finanziariamente sia personalmente alla riuscita dei moti rivoluzionari e all'impresa dei Mille di Garibaldi. Il 17 maggio 1860, in questo palazzo fu alloggiato il generale Giuseppe Garibaldi, reduce dalla vittoria nella battaglia di Calatafimi, assieme al suo stato maggiore. Nel centenario della sua nascita, in memoria delle due storiche date (6 aprile e 17 maggio 1860), sul prospetto del palazzo venne collocata una lapide che ricorda i due eventi.

## Descrizione
Lo stile del prospetto è ad imitazione di quello classico; nel palazzo, restaurato intorno al 1790, a piano terra ci sono dei negozi e depositi, e due piani, aggiunti in un secondo tempo, ad uso abitazione civile.
Un notevole elemento architettonico è rappresentato dal portale d'ingresso, formato da due lesene, affiancate da due più piccole realizzate in calcarenite, che sostengono un grande balcone, anch'esso in marmo e con ringhiere in ferro battuto.
Al primo piano ci sono due balconi principali, e altri due posti lateralmente, con mensole in muratura e frontone in pietra; nel piano ammezzato sono visibili due balconi recenti, e tre finestre.
Al secondo piano sporgono tre balconi e una finestra, simili a quelli del primo piano, e con mensole in muratura; è presente anche un terzo piano, accanto alla Chiesa dei Santi Paolo e Bartolomeo, con una veranda e una finestra.
Anche sul lato prospiciente la Via Fratelli Sant'Anna (dedicata dal Comune nel 1907 ai fratelli Giuseppe e Stefano Triolo) ci sono delle aperture al piano terra, balconi e finestre.
L'androne del palazzo è suddiviso in tre vani da grossi archi: il soffitto è realizzato con travi e gesso, e la pavimentazione è lastricata.
Dall'androne ci si immette in un cortile di forma irregolare, dove sporgono dei lunghi balconi e delle finestre.